# Ølfjellet
Ølfjellet (lulesamiska: Uvbágájsse) är ett berg i Salten, Norge. Berget ligger i Saltdals kommun i Nordland fylke. Fjället når 1 751 meter över havet. Ølfjellet är Saltfjellets högsta topp och reser sig mer än 1 500 meter över Saltdalen. På andra sidan av dalen ligger fjället Solvågtind med en höjd av 1 559 m ö.h..